# Tim Barnett
Tim Barnett, född Bradford Thomas Wagner den 31 mars 1968 i Bismarck i North Dakota i USA, död 13 juli 2005, var en amerikansk porrskådespelare. Han var med i 43 bög- och bisexfilmer mellan 1993 och 2000; An Officer and His Gentlemen (1995) hör till hans mer populära skådespelarprestationer.
Han greps 2004 misstänkt för våldtäkt på fem flickor, för vilket han dömdes genom DNA-bevis. Den 13 juli 2005 hängde han sig i sin cell.